# Кишш, Агнеш
Агнеш Кишш (венг. Ágnes Kiss; род. 22 мая 2005) — венгерская гребчиха на каноэ, чемпионка Европы 2024 года, бронзовый призёр III Европейских игр 2023 года, двукратный серебряный призёр чемпионата Европы 2025 года. Участница летних Олимпийских игр 2024 года.

## Карьера
В Кракове, на III Европейских играх в 2023 году, Агнес в каноэ-одиночках на дистанции 500 метров завоевала бронзовую медаль.
В Сегеде на чемпионате Европы 2024 года в каноэ-двойках на дистанции 500 метров стала чемпионкой Европы. Ещё одну бронзовую медаль завоевала в заездах каноэ-двоек на дистанции 200 метров.
В июле-августе 2024 года приняла участие в своей первой Олимпиаде. В Париже в заездах каноэ-двоек на дистанции 500 метров, в паре с Бьянкой Надь квалифицировались в финал А и заняли итоговое 4-е место. На дистанции 200 метров в каноэ-одиночках выступила в финале В, а в итоговом протоколе стала 11-й.
В 2025 году на чемпионате Европы, который прошёл в Рачице, в каноэ-двойках на дистанциях 200 и 500 метров стала обладательницей двух бронзовых медалей.